# 白梭梭
白梭梭（学名：Haloxylon persicum）又名波斯梭梭，为苋科梭梭属的植物。属于第三纪孑遗植物。分布于阿富汗、伊朗、哈萨克斯坦以及中国大陆的新疆等地，见于沙丘上，目前尚未由人工引种栽培。